# Estación de Vaneau
La estación de Vaneau es una estación de la línea 10  del metro de París situada en el límite de los distritos VI y VII de la ciudad. 

## Historia
La estación fue abierta el 30 de septiembre de 1923 con la llegada de la línea 10. 
Debe su nombre a Louis Vaneau (1811-1830), estudiante francés fallecido durante Revolución de 1830.

## Descripción
Se compone de dos andenes laterales de 75 metros de longitud y de dos vías.
Está diseñada en bóveda elíptica revestida completamente de los clásicos azulejos blancos biselados del metro parisino, con la única excepción del zócalo que es de color marrón. Los paneles publicitarios emplean un fino marco dorado con adornos en la parte superior. 
Su iluminación ha sido renovada empleando el modelo vagues (olas) con estructuras casi adheridas a la bóveda que sobrevuelan ambos andenes proyectando la luz en varias direcciones.
La señalización por su parte usa la tipografía CMP donde el nombre de la estación aparece sobre un fondo de azulejos azules en letras blancas. Por último, los asientos de la estación son azules, individualizados y de tipo Motte.

## Accesos
La estación dispone de un único acceso ubicado en el n.º 42 bis de la calle Vaneau y que tiene el aspecto de una entrada a un edificio.